# Нийл Доналд Уолш
Нийл Доналд Уолш (на английски: Neale Donald Walsch) е американски духовен посланик, лектор, актьор, сценарист и писател на произведения в жанра книги за самопомощ и екзотерика.

## Биография и творчество
Нийл Доналд Уолш е роден на 10 септември 1943 г. в Милуоки, Уисконсин, САЩ, в католическо семейство на емигранти от Украйна. Под влиянието на майка си от 15-годишна възраст се увлича по духовни учения.
След дипломирането си работи като програмен директор на радио станция и главен редактор на вестник, създава собствена фирма за маркетинг и връзки с обществеността.
В началото на 1990 г. претърпява поредица от нещастия – пожар унищожава дома му, фалира, бракът му се разпада и преживява автомобилна катастрофа, която го оставя със счупен врат. След възстановяването си е принуден да живее в палатка в Джаксън Хот Спрингс, близо до Ашлънд, като преживява като клошар. Започва да пише записки и получава работа като радио водещ на токшоу.
Първата му книга „Разговори с Бога: един необикновен диалог“ от поредицата „Разговори с Бог“ е публикувана през 1995 г. Целта на книгата е да мотивира хората за важни промени в ежедневния им живот. Тя остава в списъка на бестселърите на „Ню Йорк Таймс“ повече от две години и става бестселър в международен план.
Произведенията му го правят много популярен лектор и за да се справи създава неправителствената организация „Разговори с Бога“ посветена на вдъхновението на света, за преминаване от насилие към мир, от объркване към яснота и от гняв до любов.
Произведенията му са преведени на над 35 езика по света. В някои отношения са близки до бахайството и пантеизма.
Нийл Доналд Уолш живее със семейството си в Ашлънд, Орегон. Има девет деца със съпругата си поетесата Ем Клер.

## Произведения

### Серия „Разговори с Бог“ (Conversations with God)
1. Conversations with God: An Uncommon Dialogue – 1 (1995)
Разговори с Бога: един необикновен диалог (сборник), изд.: ИК „Хермес“, София (2012), прев. Снежана Милева, Мария Георгиева
2. Conversations with God: An Uncommon Dialogue -2 (1997)
3. Conversations with God: An Uncommon Dialogue – 3 (1998)
4. Friendship with God: An Uncommon Dialogue (1999)
Приятелство с Бога: Един необикновен диалог, изд.: „СД Недкова и сие“, София (2001), прев. Събка Геновска
5. Communion With God: An Uncommon Dialogue (2000)
Общуване с Бога, изд.: „СД Недкова и сие“, София (2001), прев. Събка Геновска
6. The New Revelations: A Conversation with God (2002)
У дома при Бога: в живот без край (сборник), изд.: ИК „Хермес“, София (2015), прев. Снежана Милева
7. Tomorrow's God: Our Greatest Spiritual Challenge (2004)
У дома при Бога: в живот без край (сборник), изд.: ИК „Хермес“, София (2015), прев. Снежана Милева
8. What God Wants: A Compelling Answer to Humanity's Biggest Question (2005)
9. Home with God: In a Life That Never Ends (2006)
У дома с Бога: В живот, който никога не свършва: Чудесно послание на любов в заключителен разговор с Бога, изд.: „СД Недкова и сие“, София (2007), прев. Събка Геновска
У дома при Бога: в живот без край (сборник), изд.: ИК „Хермес“, София (2015), прев. Снежана Милева
10. Conversations with God: Awaken the Species – 4 (2017)

### Самостоятелни романи
- Neale Donald Walsch on Relationships (1999)
- Neale Donald Walsch on Holistic Living (1999)
- Neale Donald Walsch on Abundance and Right Livelihood (1999)
- Applications for Living from Conversations With God (compilation of three books; Relationships, Holistic Living, and Abundance and Right Livelihood) (1999)
- Bringers of the Light (2000)
- Recreating Your Self (2000)
- Moments of Grace: When God Touches Our Lives Unexpectedly (2001)
Мигове на Благодат, изд. ”Дар Логос“, София (2002), прев. Мария Кръстева
- Conversations with God for Teens (2001)
- Part of the Change: Your Role As A Spiritual Helper (2005)
- Conversations with God: The Making of the Movie (2006) – с Монти Джонс
- Happier Than God: Turn Ordinary Life into an Extraordinary Experience (2008)
По-щастлив от Бог: Животът – едно необикновено приключение, изд.: ИК „Хермес“, София (2009, 2013), прев. Надежда Розова
- When Everything Changes, Change Everything: In a Time of Turmoil, a Pathway to Peace (2009)
Когато всичко се променя, промени всичко: път към покоя в смутни времена, изд.: ИК „Кибеа“, София (2011), прев. Ирина Манушева
- Santa's God: A Children's Fable About the Biggest Question Ever (2009)
- The Little Book of Life: A User's Manual (2010)
- The Mother of Invention: The Legacy of Barbara Marx Hubbard and the Future of YOU (2011)
- When God Steps In, Miracles Happen (2011)
- What God Said: The 25 Core Messages of Conversations With God That Will Change Your Life and the World (2013)
- Gods Message To The World: You've Got Me All Wrong (2014)
- Conversations With God for Parents: Sharing the Messages with Children (Book 3 in the Conversations with Humanity Series) (2015)
- Where God and Medicine Meet: A conversation between a doctor and a spiritual messenger (2016)

### Серия „Разговори с човечеството“ (Conversations with Humanity)
1. The Storm Before the Calm (2011)
2. The Only Thing That Matters (2012)

### Екранизации
- 2003 Indigo – автор
- 2006 Conversations with God
- 2007 Mr. President – история
- 2015 iGOD – документален